# Station Flughafen Wien
Flughafen Wien is het station op de Weense luchthaven Schwechat

## Inrichting
De spoorwegtunnel onder de luchthaven bestaat uit een dubbelsporige tunnel aan de stadszijde, een driesporige halte en twee parallele enkelsporige tunnels aan de oostkant. De perrons, een eilandperron en een zijperron, zijn 450 meter lang en opgedeeld in de sectoren A t/m F. De toegangen bevinden zich op de kop van de perrons en in het midden.  Het luchthavengebouw kan inpandig bereikt worden via de oostelijke en midden toegang. Terwijl de oostelijke toegang met roltrappen en hellingbanen direct met de aankomsthal is verbonden kan bij de middelste toegang via een passage ook de Airport City worden bereikt. De liften zijn ook alleen bij deze twee toegangen. Bovengronds heeft de middelste toegang een glazen stationsgebouw gekregen voor de zichtbaarheid van het station.

## Ombouw
Vanaf begin 2003 tot december 2014 werd het station in een gezamenlijk project van ÖBB Infrastruktur AG en de Flughafen Wien AG geschikt gemaakt voor langaafstandstreinen en volledig nieuw ingericht. Daarnaast kwam er een verbinding met het in 2012 geopende afhandelingsgebouw 3. In samenhang met de vertragingen bij de bouw hiervan werd de ombouw van het station eind 2009 stilgelegd en pas in 2012 hervat om de kosten laag te houden. Doel van de ombouw was de verbreding van het station, de verlenging van de perrons van 200 meter naar 450 meter en de toevoeging van toegangen. De sporen werden uitgebreid met een tweede tunnelbuis onder startbaan 16/34 op 3 tot 6 meter naast de bestaande buis. Hierdoor is de hele tunnel dubbelsporig en bij het oost portaal is een keerspoor gebouwd. De perron verlenging kwam tot stand door nieuwbouw ten oosten van het station uit 1977. Tussen 2008 en 2014 was dit deel als enige in gebruik, het oude deel bleef aanvankelijk nog in gebruik voor de CAT totdat het werd afgesloten en afgebroken. Vervolgens werd een nieuw perron gebouwd en aan het oostelijke deel aangesloten. In de normale dienst zijn sindsdien drie sporen van 450 meter met elk drie toegangen beschikbaar voor de reizigers. Het hele project, naar een ontwerp van  Zechner & Zechner, Werner Consult en Tecton Consult, werd met de openbouwput methode uitgevoerd voor een bedrag van 118,8 miljoen euro.

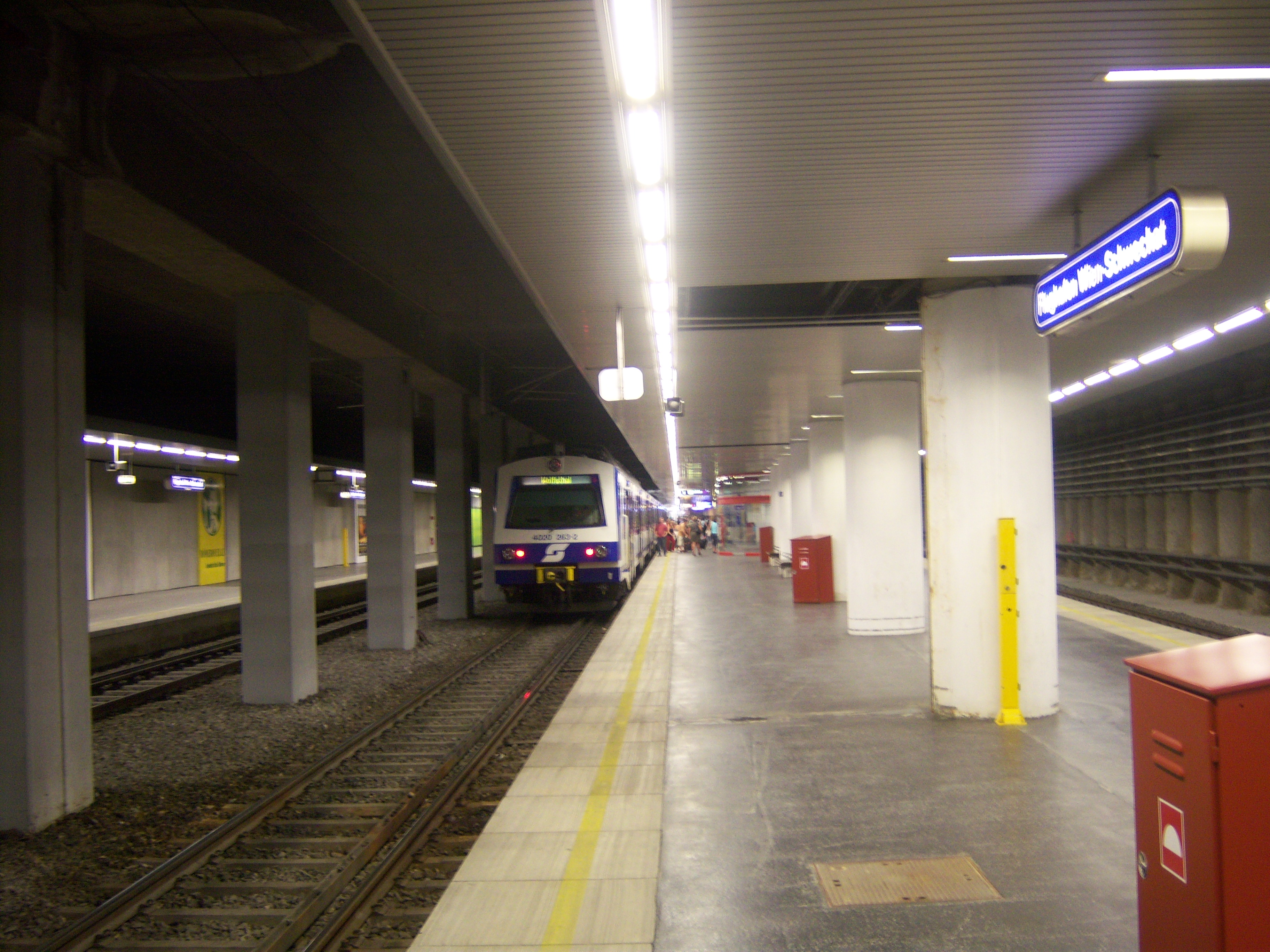
Ondergronds, het westelijke deel op 4 augustus 2008 vlak voor de ombouw.
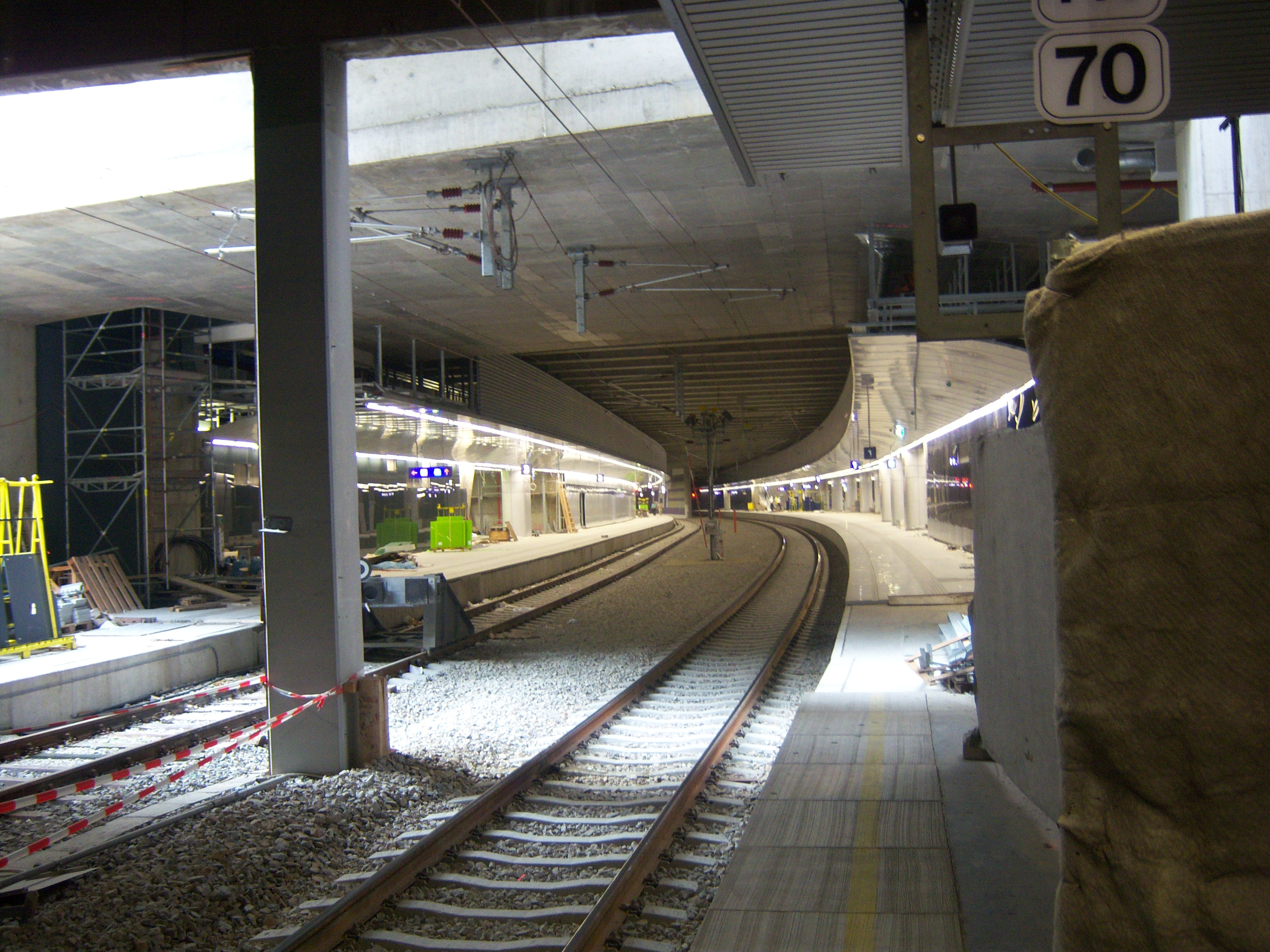
De nieuwe perrondelen aan de oostkant vlak voor de opening in 2008.

## Brandveiligheid
Tijdens de om- en nieuwbouw was het vooral van belang om het geheel aan de geldende brandveiligheidsnormen te laten voldoen, het nieuwe deel werd meteen zo gebouwd, het bestaande deel werd aan de normen aangepast. Naast de standaard veiligheidsmaatregelen werden vaste  bluswaterleidingen en videobewaking ingebouwd en kreeg de brandwerendheid vooral bij het gewapend beton bijzondere aandacht. De brandmelders zijn onderdeel van de brandmeldingssysteem van de luchthaven brandweer dat, net als de noodtelefoons in de tunnel, met een noodopvangstation is verbonden. De twee tunnelbuizen aan de oostkant zijn onderling verbonden met dwarsgangen. In verband met de brandveiligheid is de nieuwe ruwbouw uit vezelbeton opgetrokken en is dat in het oude deel aangebracht. Hierdoor moet voorkomen worden dat bij een snelle temperatuurstijging delen van het beton afbreken en de wapening bloot komt te liggen. De doorslagtijd ligt afhankelijk van het gebruik van het oppervlak tussen de 30 en 180 minuten. De rookafvoer wordt verzekerd door straalventilatoren in de tunnels en een afzuigsysteem rond de perrons.

## Architectuur
Het station is ingericht in dezelfde stijl als de S-Bahn haltes Rennweg en St.Marx die ook door Zechner & Zechner werden ontworpen.
De ruwbouw van gewapend beton is verborgen achter metalen opzetpanelen. Alleen in bij de toegangen zijn blauwe glazen elementen gebruikt, langs het perron van de CAT zijn deze overeenkomstig de huisstijl van CAT groen. De wanden achter de spoorzone zijn met folie bekleed. De gebogen perronkappen wordt indirect verlicht, de perrons zelf worden door lichtstroken aan de rand alsmede glasplaten met achterliggende lampen verlicht. In de toegangshallen en gangen is zowel voor de vloer als de wanden gebruikgemaakt van natuursteen. De verlichting in deze delen beperkt zich tot lichtstroken in het plafond, wanden en vloeren alsmede klassieke plafondlampen.

## Treinverkeer
De S-Bahn, stoptreinen en langeafstandstreinen gebruiken spoor 1 en 2. De City Airport Train (CAT) gebruikt het oostelijke deel van spoor 3 en komt via een overloopwissel op spoor 2. Zodoende kan het westelijke deel van spoor 3 door een andere trein gebruikt worden zonder de CAT de blokkeren. 

### Langeafstand
Van en naar het vliegveld rijdt langeafstandsverkeer met het westen en zuiden van Oostenrijk. Dit werd mogelijk door de Klederinger Schleife, een nieuwbouwtraject van 2,1 km lengte, tussen de Ostbahn en de Pressburger Bahn. Sindsdien bedraagt de reistijd zonder overstappen tussen het vliegveld en station Wien Hauptbahnhof ongeveer 15 minuten. Het langeafstandsverkeer werd statpsgewijs ingevoerd; vanaf 14 december 2014 startte ÖBB een ICE-verbinding die een keer  per 2 uur reed. Op 13 december 2015 werden railjet en intercity diensten doorgetrokken naar het vliegveld ter vervanging van de ICE diensten. Sindsdien is er sprake van een halfuursdienst. Sinds 11 december 2016 worden al deze diensten door Railjet materieel verzekerd.
Enkele ritten rijden alleen naar Wien Hbf, Linz Hbf of Feldkirch. Twee treinparen rijden via Salzburg Hbf  naar Klagenfurt Hbf. 1 keer per dag is er een verbinding met München via Salzburg.

### AiRail
Op de route Salzburg–Linz–Flughafen Wien rijdt onder de naam AiRail een gezamenlijke treindienst van ÖBB en Austrian Airlines Hiermee kunnen reizigers trein en vliegtuig op een ticket boeken en op de stations Salzburg Hbf en Linz Hbf inchecken, echter zonder de bagage af te geven. Onderdeel van de overeenkomst is dat Austrian Airlnes vier van de vijf binnenlandse vluchten tussen Wenen en Linz uit de dienstregeling haalt. In januari en februari 2015 werden ongeveer 50.000 reizigers per maand vervoerd, waarvan ongeveer de helft tot Wien Hauptbahnhof ging. Op 1 juni 2015 vergootte Austrian Airlines de dienst met vier vluchten en sinds 2017 is Salzburg onderdeel van de dienst. De betreffende treinen hebben ook een OS vluchtnummer.

### Rail & Fly
Sinds juni 2016 biedt ÖBB onder de kop Rail & Fly Austria de mogelijkheid om van elk station in Oostenrijk tickets te kopen naar alle bestemmingen van de deelnemende luchtvaartmaatschappijen. De kaartverkoop loopt daarbij ook via het boekingssysteem van de betreffende luchtvaartmaatschappij.